# Eric Bargum
Ludolf Eric Wilhelm Bargum, född 1 juli 1909 i Helsingfors, död där 10 februari 1999, var en finländsk affärsman.
Bargum blev filosofie magister 1932. Han var 1932–1947 lärare i matematik och fysik samt rektor vid Nya svenska läroverket i Helsingfors, blev 1947 biträdande direktör i familjebolaget Algol och var företagets verkställande direktör 1948–1974 samt styrelseordförande 1948–1985.
Bargum innehade talrika förtroendeuppdrag inom näringslivet och kulturlivet, bland annat posten som skattmästare i Svenska litteratursällskapet 1973–1982. Han förlänades kommerseråds titel 1963.